# Lahepere laht
Lahepere laht är en vik i nordvästra Estland. Den ligger i landskapet Harjumaa, 30 km väster om huvudstaden Tallinn. Den avgränsas i väster av halvön Packer i kommunen Paldiski linn och i öster av udden Lohusalu poolsaar som ligger i kommunen Keila vald. Utmed vikens strand ligger byarna Kloogaranna och Laulasmaa. 

## Galleri

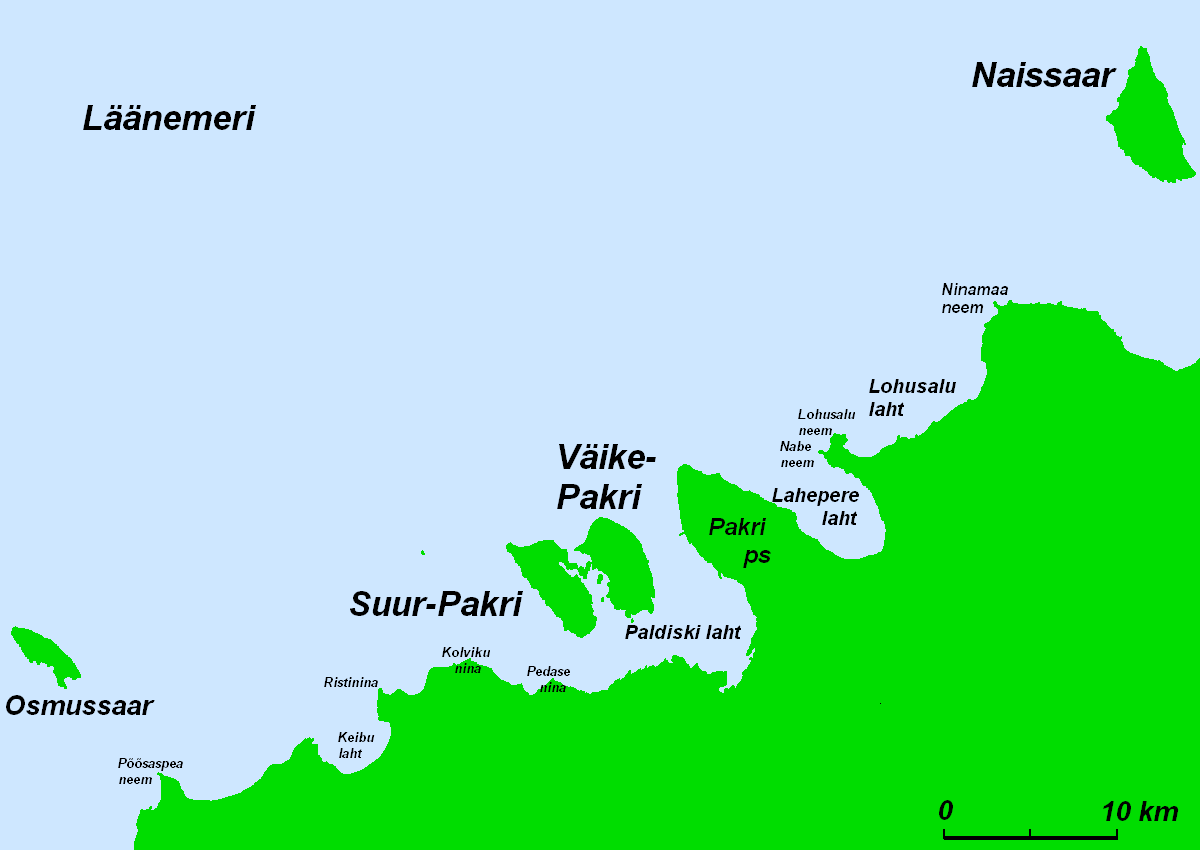
Lahepere laht
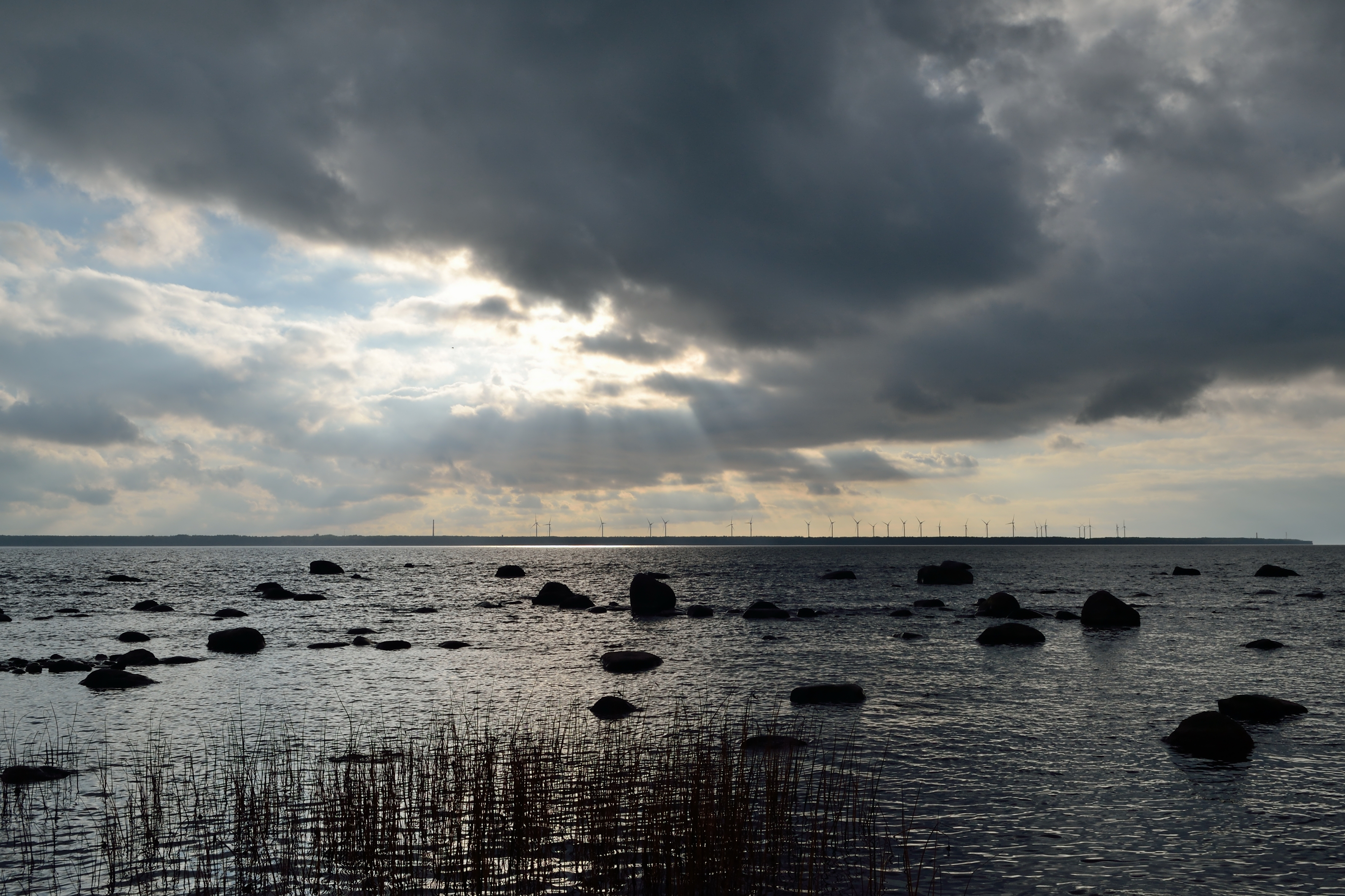
Lahepere laht